# Рибне (Альменєвський округ)
Ри́бне (рос. Рыбное) — село у складі Альменєвського округу Курганської області, Росія.
Населення — 187 осіб (2010, 333 у 2002).
Національний склад станом на 2002 рік:
- росіяни — 94 %